# Hero Hokwerda
Hero Hokwerda (* 1949 in Noordhorn bei Groningen) ist ein niederländischer Neogräzist und Übersetzer.
Hokwerda besuchte von 1962 bis 1968 das Willem Lodewijk Gymnasium zu Groningen und studierte von 1968 bis 1977 als Schüler von Willem J. Aerts Klassische Sprachen an der Universität Groningen; als Hauptfach wählte er mittel- und neugriechische Sprach- und Literaturwissenschaft, als Nebenfächer klassisches Griechisch und Geschichte des orthodoxen Christentums. Von 1977 bis 1979 absolvierte er ein Postgraduiertenstudium an der Universität Thessaloniki. Von 1979 bis 2002 war er wissenschaftlicher Mitarbeiter an der Universität Groningen, ab 2002 an der Universität von Amsterdam. 1991 wird er mit einer Dissertation Tussen verleden en toekomst. Nieuwgriekse traditie en ideologie in het werk van Dimítris Chatzís (1913–1981) (Zwischen Vergangenheit und Zukunft. Neugriechische Tradition und Ideologie im Werk von Dimitris Chatzis (1913–1981)) in Groningen promoviert. Seit 2007 vertritt er in Amsterdam den Lehrstuhl für Neogräzistik und Byzantinistik. Neben seiner wissenschaftlichen Laufbahn hat Hokwerda zahlreiche literarische Werke aus dem Griechischen ins Niederländische übersetzt. 2014 wurde er pensioniert.
Hokwerda beschäftigt sich vor allem mit der neugriechischen Literatur des 19. und 20. Jahrhunderts und legt dabei besonderen Wert auf den Umgang mit Vergangenheit und Tradition in ihren verschiedenen Zeitstufen (klassische Antike, Byzanz, Osmanisches Reich).

## Schriften (Auswahl)
- Tussen verleden en toekomst, Nieuwgriekse traditie en ideologie in het werk van de Griekse prozaschrijver Dimítris Chatzís (1913–1981). Proefschrift Universität Groningen, online-Katalogeintrag (enthält Zusammenfassung)
- mit Edmé R. Smits, Marinus M. Woesthuis, Lia van Midden (Hrsg.): Polyphonia Byzantina. Studies in honour of Willem J. Aerts. Egbert Forsten, Groningen, 1993 (Mediaevalia Groningana, 13), ISBN 90-6980-054-3.